# Шулаєв Костянтин Дмитрович
Костянтин Дмитрович Шулаєв (рос. Константин Дмитриевич Шулаев; 4 березня 1915, Федоровка — 1 вересня 1986, Київ) — радянський офіцер, Герой Радянського Союзу, в роки німецько-радянської війни командир відділення 87-ї гвардійської окремої роти зв'язку 58-ї гвардійської стрілецької дивізії 57-ї армії Степового фронту, гвардії старший сержант.

## Біографія
Народився 4 березня 1915 року в селі Федоровці (тепер Гагінського району Нижньогородської області) в селянській родині. Росіянин. Член КПРС з 1944 року. Закінчив п'ять класів неповної середньої школи. Працював слюсарем на чавуноливарному заводі в місті Мелекессі (Димитровград).
У лютому 1942 призваний до лав Червоної Армії. У боях німецько-радянської війни з липня 1942 року. Воював на Степовому фронті.
26 вересня 1943 року гвардії старший сержант К. Д. Шулаєв під сильним вогнем противника з першими човнами переправився через Дніпро в районі міста Верхньодніпровська і проклав по дну річки кабельну лінію. Через часті пошкодження кабелю двічі наводив нові лінії, забезпечивши стійкий зв'язок правого берега з лівим. У бою замінив пораненого командира взводу.
Указом Президії Верховної Ради СРСР від 20 грудня 1943 року за мужність і героїзм, проявлені при форсуванні Дніпра і утриманні плацдарму гвардії старшому сержантові Костянтину Дмитровичу Шулаєву присвоєно звання Героя Радянського Союзу з врученням ордена Леніна і медалі «Золота Зірка» (№ 3568).

Могила Костянтина Шулаєва

З 1946 року лейтенант К. Д. Шулаєв — в запасі. Працював у міськвиконкомі, завідувачем виробництвом в артілі, завідувачем господарством в науково-дослідному інституті. Жив у Києві. Помер 1 вересня 1986 року. Похований у Києві на Лук'янівському військовому кладовищі.

## Нагороди
Нагороджений орденом Леніна, орденом Вітчизняної війни 1-го ступеня, орденом Вітчизняної війни 2-го ступеня, медалями.